# 채영석
채영석(蔡映錫, 1934년 12월 7일~2006년 3월 3일)은 대한민국의 정치인이다. 제13·14·15대 국회의원을 지냈다. 전라북도 군산 출신이며, 본관은 평강이다.

## 학력
- 술산초등학교
- 군산중학교
- 군산고등학교
- 중앙대학교 정치외교학과 졸업
- 고려대학교 정책대학원 수료

## 경력
- 조선일보, 한국일보 정치부 기자, 조선일보 기획위원
- 전북농지개량조합장
- 국회전문위원(1급, 문화공보위원회)
- 민주화 추진협의회 창립 운영위원, 기획실장, 대변인
- 평화민주당 대통령후보 선전부위원장
- 평민당 원내부총무, 평민당 원내 수석부총무, 당기위원장
- 한일의원연맹부회장
- 국회 보건복지위원장, 민주당 고문
- 한국고속철도 건설공단 이사장

## 역대 선거 결과
|  | 48.8% |

|  | 10.33% |

|  | 7.19% |

|  | 60.91% |

|  | 42.78% |

|  | 46.03% |